# 1979-es zsanai gázkitörés
A zsanai gázkitörés 1979. január 25-én keletkezett és február 15-én elfojtott gázkitörés volt a Bács-Kiskun megyei Zsana közelében levő olajkúton. A katasztrófa elhárítása a sajtón keresztül országos figyelmet kapott.

## A kitörés
1979. január 25-én éjszaka negyed kettő és fél kettő között a Kőolaj- és Földgázbányászati Vállalat Zsana É-2 olajkútjába fúrás közben körülbelül 1800 méteres mélységben betört a gáz. A bányászok elzárták a kitörésgátlót, de a 200 baros nyomással felszínre törő gáz a lefúvató berendezésen keresztül szabadba áramlott és a súrlódástól meggyulladt. A gáz két vízszintes, ellentétes irányú, 50-60 méter hosszú lánggal égett.

## A mentés
A mentést rögtön megkezdték. A megrogyott fúrótornyot ledöntötték és lánctalpas járművek segítségével elvontatták. Ezt követően eltávolították a további munkát akadályozó tárgyakat (bódék, tartályok, szivattyúk, csövek). A közelben kutakat fúrtak, kialakítottak egy 1000, majd egy 800 m³-es víztárolót, és egy 1300 méterre elterülő tótól vízvezetéket építettek ki az oltáshoz szükséges víz biztosításához. A tűz közelében dolgozók védőruhában, vízfüggönyben is csak néhány percig tudták a munkájukat végezni. Január 30-án egy 150 milliméteres önjáró löveggel lelőtték a kútról a megrongálódott négy tonnás kitörésgátlót. Ennek eredményeként létrejött egy nagyobb függőleges és egy kisebb vízszintes lángoszlop.
Február 1-én tudták megkezdeni a tűz eloltását. A kút megmaradt részét vízsugarakkal hűtötték. Ezután két turbógenerátorral (MIG repülőgép motor) vizet és egy égésgátló, úgynevezett innert gázt fúvattak a lángra. A lángoló gázt sikerült eloltani, de az hamarosan újra belobbant. A következő napokban többször is megkísérelték az oltást, de tartós eredményt nem sikerült elérni. A láng szünetelése viszont lehetővé tette a kút közeli szemrevételezést, és alternatív eljárások kipróbálást. Február 4-én a csőszerkezetről sikerült leválasztani azt a roncsolt részt, ami az oldalirányú lángolást okozta és nehezítette a munkákat. Másnap sikerült tartósan megszüntetni a lángolást.
Nyolcadikán megkísérelték leválasztani az alsó kitörésgátlót is. Az eszköz összeégett, megolvadt. Ezért eltávolítása mechanikusan nem volt lehetséges. Kisebb robbanásokkal, lövésekkel próbáltak beavatkozni. Ennek során ismét belobbant a gáz. Tizenegyedikén sikerült leemelni a kitörésgátlót, majd eloltani a tüzet. Másnap daruval a helyére emelték az új kitörésgátlót, de szivárgást észleltek, ezért az egységet leszerelték. Február 14-én sikeresen helyére emelték és rögzítették a kitörésgátlót. Tizenötödikén fokozatosan nyomás alá helyezték a kitörésgátlót, ami bírta a terhelést. Így a kutat lezárhatták, a gázkitörést elfojtották.

## Utóélet
A kitörésben megsérült eszközök egy része a zalaegerszegi Olajipari Múzeumba került. Március végén a mentésben közreműködők közül egy-egy személy megkapta a Munka Érdemrend arany fokozatát és a Vörös Csillag érdemrendet, ketten pedig a Munka Érdemrend ezüst fokozata kitüntetést vehették át. Többen kaptak Kiváló Szolgálatért Érdemrendet, Kiváló Bányász, Kiváló Munkáért kitüntetést, a Haza Szolgálatáért Érdemrendet, a Közbiztonsági Érem, a Tűzbiztonsági Érem különböző fokozatát. A katonai állományú személyek közül többet soron kívül előléptettek. 1980 végére a zsanai gázmező, és benne az É-2-es kút is termelésre készen állt.

## Emlékezete
Volt egyszer egy tűz címmel 1979-ben dokumentumfilm készült a gázkitörés elfojtásáról.
Érintőleges említés szintjén megjelenik az esemény Gárdos Péter Uramisten című, 1985-ben bemutatott filmjében is, ahol egy tűznyelő artista (Garas Dezső) hasonlítja saját produkcióját a zsanai gázkitöréshez.